# Кожушкино
Кожушкино (рос. Кожушкино) — село у Старополтавському районі Волгоградської області Російської Федерації.
Населення становить 56 осіб. Входить до складу муніципального утворення Новоквасниковське сільське поселення.

## Історія
Село розташоване у межах українського історичного та культурного регіону Жовтий Клин.
Згідно із законом від 17 січня 2005 року № 991-ОД органом місцевого самоврядування є Новоквасниковське сільське поселення.

## Населення
| 2010 |
| ---- |
| 56   |